# 小行星6007
小行星6007（6007 Billevans）是一颗绕太阳运转的小行星，为主小行星带小行星。该小行星于1990年1月28日发现。

## 轨道参数
小行星6007的轨道半长轴为2.4070107 UA，离心率为0.195。